# Danh sách câu lạc bộ bóng đá ở Costa Rica
Đây là danh sách các câu lạc bộ bóng đá ở Costa Rica.
Về danh sách đầy đủ, xem Thể loại:Câu lạc bộ bóng đá Costa Rica

## Đội bóng hoạt động

### A
- Alajuelense

### B
- Barrio Mexico
- Belen
- Brujas F.C.

### C
- Carmelita
- Cartaginés

### D
- Deportivo Saprissa

### H
- Herediano

### L
- Liberia
- Limón F.C.
- Limonense

### O
- Orión F.C.

### P
- Perez Zeledon
- Puntarenas F.C.

### R
- Ramonense

### S
- San Carlos
- Santacruceña
- Santos de Guápiles

### U
- Universidad
- Uruguay de Coronado

## Đội bóng đã giải thể

### G
- Gimnástica de San José

### L
- Limon FC